# Grijpskerke en Poppendamme
Grijpskerke en Poppendamme was een gemeente in de provincie Zeeland. Grijpskerke en Poppendamme bestond tot 1 januari 1816 en is daarna opgegaan in Grijpskerke.
Binnen de gemeente lagen de plaatsen Grijpskerke en Poppendamme.
Nadat in 1811 de gemeente werd geïntroduceerd als de laagste overheidsinstelling, zijn er vele kleine afzonderlijke gemeenten ontstaan waaronder Grijpskerke en Poppendamme. Veel kleine gemeenten hebben maar een paar jaar bestaan en zijn dan opgegaan in een andere gemeente. Grijpskerke en Poppendamme is in 1816 met de andere gemeenten Buttinge en Zandvoort en Hoogelande opgegaan in de nieuwgevormde gemeente Grijpskerke. Deze gemeente bleef tot 1 juli 1966 bestaan en is toen opgegaan in de gemeente Mariekerke en daarna in 1997 opgegaan in de gemeente Veere.